# 江迅 (作家)
江迅（1947年—2021年10月13日）生於上海，是香港傳媒人，曾在《文匯報》、《文學報》任職，離世之前是香港媒體《亞洲週刊》的副總編。

## 生平
江迅出生於上海市，籍貫广东省番禺縣，1968年在安徽省的上海黃山茶林場務農，1974年起先後在上海第二醫學院、《文匯報》、《文學報》任職。1994年移居香港，任香港《亞洲週刊》資深特派員，共和（香港）出版有限公司董事總編輯。
他亦是香港作家聯會會員，著作有《大下海》、《1998 中國病》、《行筆香港》、《香港的七情六欲》、《港人創業上海》等。

## 去世
2021年10月10日，江迅突然發燒、全身疼痛並緊急送院，在仁濟醫院急症室觀察一晚後，醫生覺得情況無大礙而出院，但之後江迅病情再發作，最後於13日下午兩點左右離世。
香港前特首梁振英之後在社交媒體上表示沉痛哀悼。《文匯報》報道江迅家屬質疑院方「延誤治療」，而評論員劉瀾昌、馮煒光、屈穎妍、陳祖光等人之後聯署要求特首林鄭月娥全面調查江迅死因，而《大公报》評論就指控有醫護將個人政治理念放在病人權益之上。
之後，仁濟醫院澄清，表示已經詳細解答了家屬對病人死因與治療經過的疑問，又表示當時已經對病人做過了很多不同的化驗與檢查，事件已經轉交死因裁判官跟進以確定死因，亦認為醫療團隊已經盡力救治病人。另外，《南華早報》亦報道醫院照顧江迅的詳細情況，表示醫生早在12日午夜（即第二次入院後1個鐘左右）已看望眼過江迅，到凌晨兩點半值班醫生再次看望江迅，並安排血液與尿液檢驗，還有透過X光、心電圖診斷病因。病人後來被轉到ICU，前後醫生至少看過他六、七次，一入深切治療部，周圍都有醫護人員，根本沒有證據顯示江迅死因與醫療失誤有關。